# Archibald Paris (officer)
Generalmajor Sir Archibald Paris, KCB (1861–1937) var en britisk officer i Royal Marine, som havde kommandoen over Royal Naval Division under 1. Verdenskrig. Han var far til brigadegeneral Archibald Paris, som gjorde tjeneste under 2. Verdenskrig i  Malaya.
Paris havde kommandoen over flådedivisionen fra den blev samlet i Antwerpen og han bevarede den særlige identitet og karakter, som divisionen havde mens den kæmpede sammen med hæren. Den 14. oktober 1916 blev han såret i skulderen, ryggen og han mistede sit venstre ben, og måtte derfor afgive sin kommando.
Han døde den 30. oktober 1937.
For sin indsats blev Paris udnævnt til kommandør i den belgiske Leopold orden (med sværd), tildelt det belgiske krigskors og det franske Croix de Guerre.